# Droit colonial français à Pondichéry
Pour un article plus général, voir Droit colonial français.
Le droit colonial français à Pondichéry s'est développé et a été pratiqué tout le long de l'histoire de la colonisation de l'Inde française du XVIIe siècle au XXe siècle. Deux tribunaux principaux y étaient établis, nommés la Chaudrie et le Conseil Supérieur. Les colonisateurs y ont accordé une attention particulière à l'administration du droit local par la justice française. Une école de droit y fut aussi fondée.

## Chaudrie
La Chaudrie était une cour de justice établie par les colons français dès le XVIIe siècle afin de faire arbitrer les conflits locaux par des magistrats français. Ces derniers étaient assistés de scribes tamouls et étaient censés appliquer le droit local, caractérisé comme un ensemble de coutumes. La Chaudrie était distincte du Conseil supérieur de Pondichéry. Il y a peu d'archives concernant cette cour, ce qui est lié aux spécificités du colonialisme français en Inde: ce territoire et son histoire vis-à-vis de la France ont subi un certain effacement historiographique et épistémologique.

## Appréhension du droit local
En Inde, les forces coloniales françaises ont été particulièrement soucieuses de connaître et de faire appliquer le droit des populations et castes locales. Pour cela, des études sur le droit hindou et musulman ont été produites, bien que leur utilisation concrète dans la justice coloniale ait été variable et que leur fonction ait été ainsi plus symbolique qu'autre chose. Ces études se sont appuyées sur des traductions de textes vieux de plus de 1500 ans, parfois par l'intermédiaire de plusieurs traductions interposées, et sur la création du comité consultatif de jurisprudence indienne de Pondichéry, un groupe de notables locaux sélectionnés par le gouverneur français et sous-payés pour interpréter les textes antiques choisis par les juristes français afin de fournir des solutions aux litiges portés aux tribunaux. En effet, l'aura d'érudition que ce savoir fabriqué conféraient au pouvoir français servait à légitimer son ingérence dans la justice locale. Cette autorité juridictionnelle, à son tour, légitimait le commerce de la Compagnie française des Indes orientales et l'extension de l'emprise administrative. Dans les faits, la grande diversité et complexité des sociétés locales a toujours continué de dépasser les jurisprudences de la Chaudrie. Un exemple est celui des Indiens chrétiens dont le nombre a grandement augmenté au XVIIIe siècle et qui ne rentraient pas dans les catégories dessinées par le droit colonial français.

## École de Droit
Au début du XIXe siècle, l'École de Droit de Pondichéry est créée par l'administration coloniale. Les professeurs sont tous des praticiens, et certains sont indiens. Les travaux produits concernent le droit hindou et le droit islamique.

## Conseil supérieur
Les magistrats du conseil supérieur, avant la Révolution, étaient des nobles français n'ayant pas forcément suivi d'études de droit et cherchant ainsi souvent à accéder aux charges judiciaires à travers les colonies. L'un d'eux est Jacques Alexandre de Gourlade.